# Kavaliershaus (Gotha)

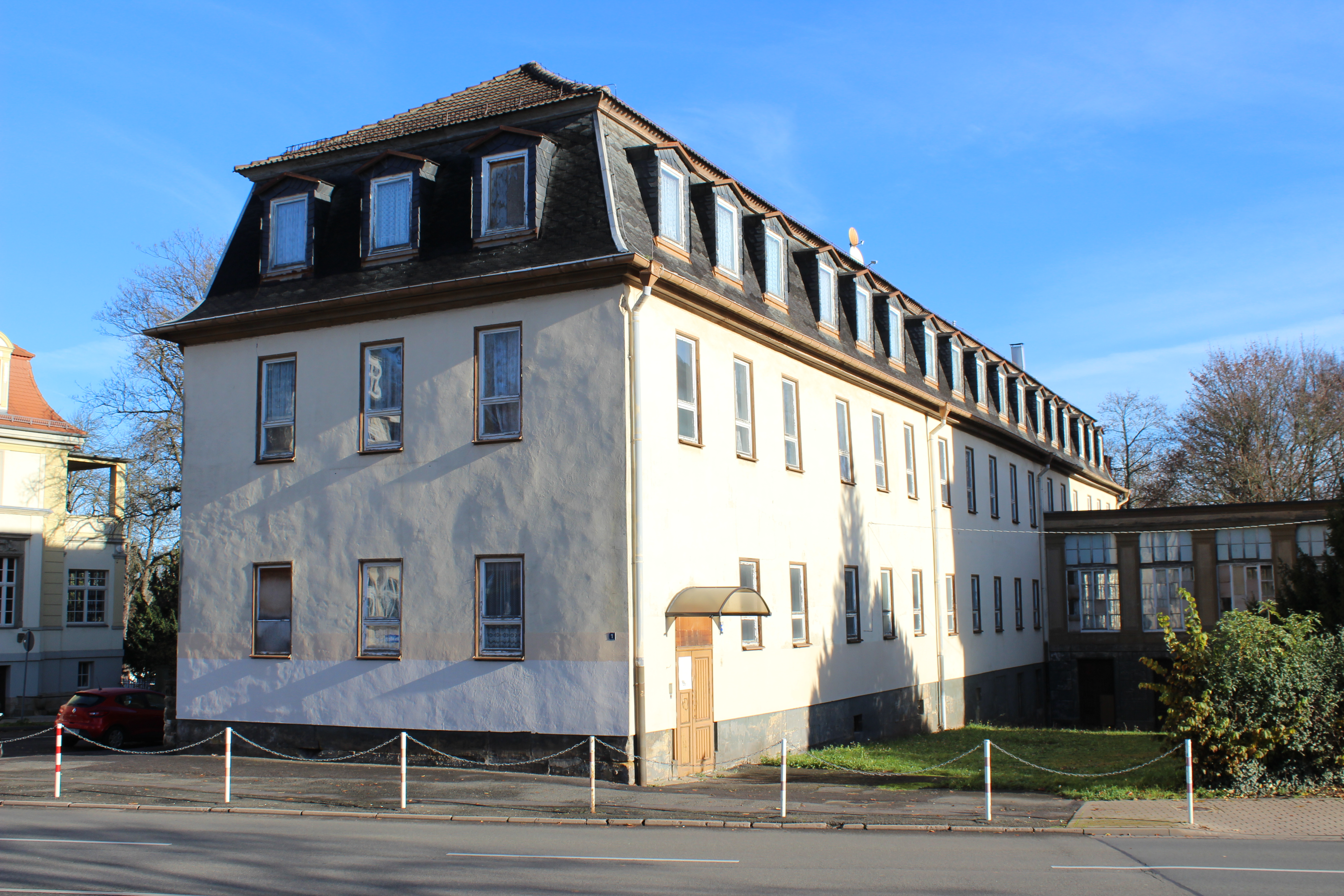
Kavaliershaus am Prinzenpalais in Gotha 2014

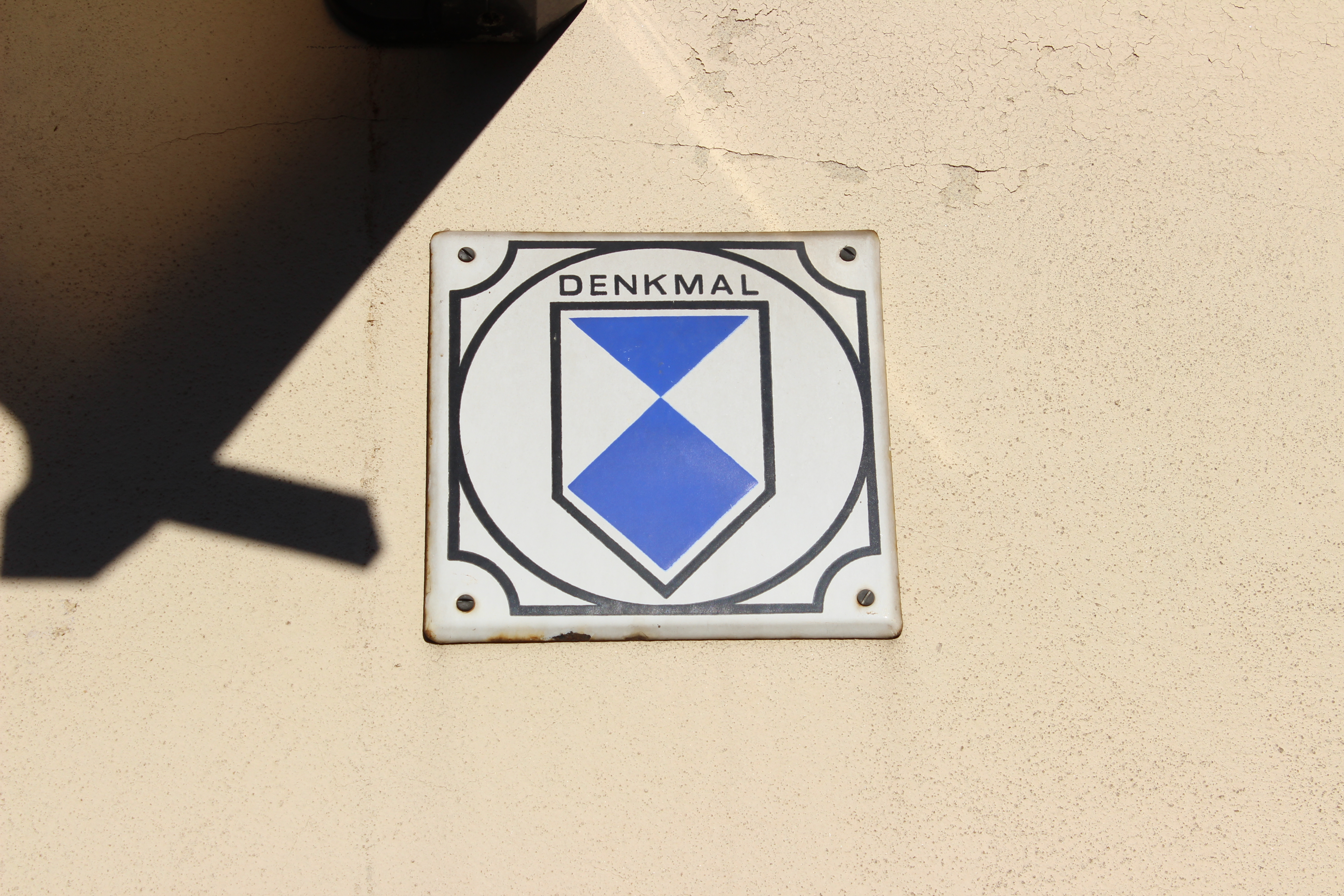
Denkmalplakette auf der noch zu DDR-Zeit renovierten Fassade

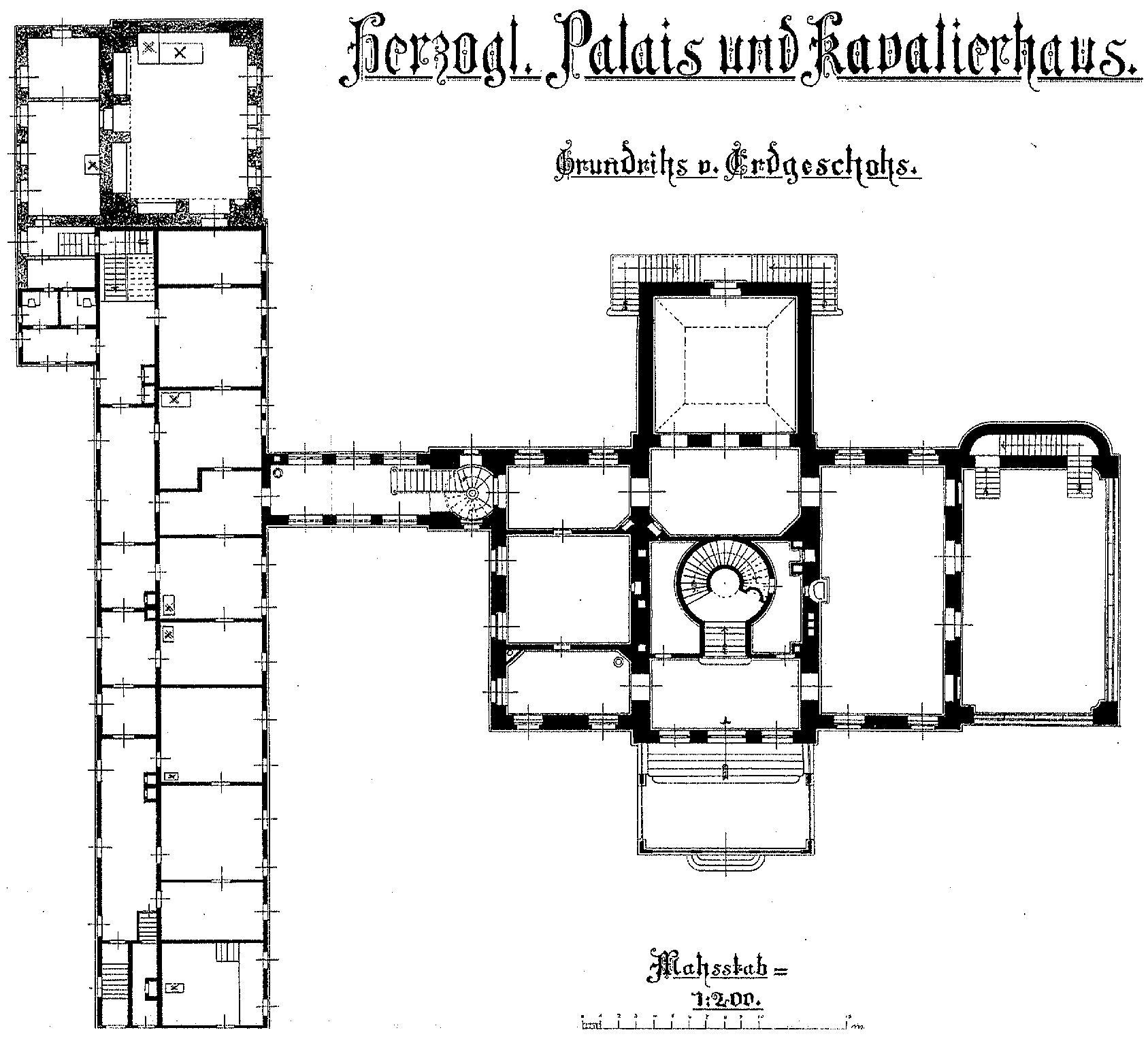
Grundriss Prinzenpalais und Kavaliershaus von 1904

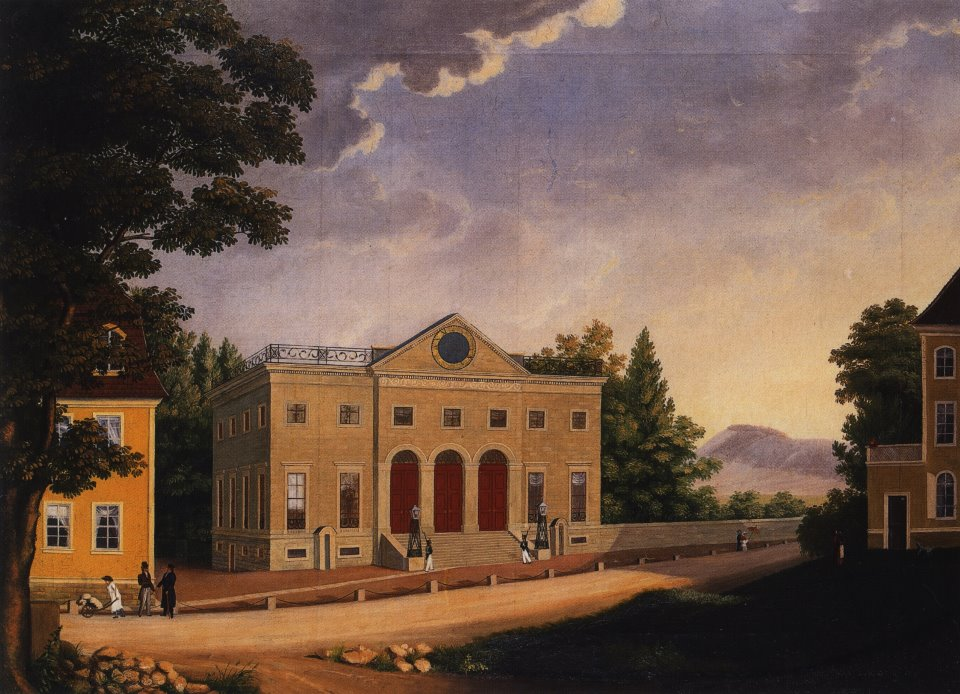
Das Kavaliershaus (links) mit Prinzenpalais um 1825

Brand des Prinzenpalais 1838

Das Kavaliershaus am Prinzenpalais, Mozartstraße 1 in Gotha, war ein 1790 erbautes Kavaliershaus. Es war Teil der Gesamtanlage Schöne Allee und wurde bereits zu DDR-Zeiten als Denkmal klassifiziert, gekennzeichnet und in die Denkmalliste eingetragen. Trotz seitdem unverändertem Zustand wurde vom Thüringer Landeskonservator im Oktober 2014 seine Eigenschaft als Einzeldenkmal in Frage gestellt. Schon vor dem 28. Mai 2009 erfolgte jedoch die Streichung als einzelnes Kulturdenkmal aus dem Thüringer Denkmalbuch. Das genaue Datum und der Grund der Streichung des Schutzes wurde durch die Denkmalschutzbehörde nicht veröffentlicht. Das Gebäude wurde 2015 von der AWO gekauft und im Mai 2017 abgerissen. An gleicher Stelle entstand ab 2018 die „Seniorenresidenz Prinzenpalais Gotha“ der AWO Thüringen. Das Investitionsvolumen betrug 13 Mio. Euro.

## Geschichte
Prinz August von Sachsen-Gotha-Altenburg (1747–1806), der jüngere Bruder des regierenden Herzogs Ernst II. von Sachsen-Gotha-Altenburg, ließ das Palais nach Fertigstellung seiner eigenen Villa, dem Prinzenpalais, nur einige Meter nördlich entlang der Schönen Allee errichten. Baumeister war der aus Dresden stammende herzogliche Hofkommissar Carl Christoph Besser.
Das Kavaliershaus diente vorrangig der Unterbringung der Gäste des Prinzen. Die Gästeappartements befanden sich im Hochparterre und Obergeschoss des Gebäudes. Im Mansardgeschoss wohnten einige Mitglieder des Hofstaates. Im Souterrain lagen die Küche, Backstube und Kellerei. Inventare des 19. Jahrhunderts geben Auskunft über die gediegene Ausstattung der Appartements für die Gäste. Da sich das Kavaliershaus dem herzoglichen Palais selbst in seiner Erscheinung unterordnen musste, besaß es von Anfang seine noch heute fast unverändert erhaltene schlichte Erscheinung.
Ein bedeutender Gast, der zu Lebzeiten des Prinzen August mehrfach im Kavaliershaus logierte, war Johann Wolfgang von Goethe. Prinz August unterhielt eine herzliche Beziehung zu dem Dichter, auch war er Taufpate und Namensgeber bei dessen Sohn August von Goethe. Der längste und zugleich letzte Besuch Goethes in Gotha war vom 24. bis 30. August 1801. Der Dichter feierte hier am 28. August 1801 seinen 52. Geburtstag.
Prinz August starb 1806 und vererbte den gesamten Besitz an seinen Neffen, Prinz Friedrich von Sachsen-Gotha-Altenburg, der als Herzog Friedrich IV. ab 1822 die Regierung antrat. Er residierte selbst im Prinzenpalais und brachte seine sämtlichen hochrangigen Gäste im Kavaliershaus unter, so unter anderem 1812 den Komponisten Carl Maria von Weber.
1826 entstand das neue Herzogtum Sachsen-Coburg und Gotha und Herzog Ernst I. bezog Räumlichkeiten im Schloss Friedenstein. Das Kavaliershaus diente dem Hof nun zusammen mit dem als Herzogliches Palais bezeichneten Prinzenpalais weiterhin als Gästehaus. Als solcher wohnte hier von 1832 bis zu seinem Tod im Juli 1833 Herzog Alexander Friedrich Karl von Württemberg, der Schwiegervater Herzog Ernsts I. Nach ihm nutzte dessen gleichnamiger Sohn Prinz Alexander mit seiner Familie das Ensemble.
Am 26. Januar 1838 brannte das Palais teilweise aus, das Kavaliershaus hingegen wurde nicht beschädigt. Nachdem alles wieder hergerichtet war, bekam es Erbprinz Ernst am 5. März 1842 anlässlich seiner unmittelbar bevorstehenden Hochzeit mit Alexandrine von Baden von seinem Vater Herzog Ernst I. geschenkt.
Als Ernst II. 1844 zum Herzog von Sachsen-Coburg und Gotha erhoben wurde, nahm er die Gebäude bei seinen Aufenthalten in Gotha zeitlebens zum Wohnsitz. 1845 zum Besuch der Schwägerin des Herzogs, Queen Victorias von Großbritannien, wohnte ein Großteil des angereisten europäischen Hochadels im Kavaliershaus. Während der Revolution 1848 empfing der Herzog hier die Bürger zu Verhandlungen. 1858 wurde das Kavaliershaus mit dem Palais durch ein zweigeschossiges Galeriegebäude verbunden.
Aus der Reihe bedeutender Gäste, die bis 1893 im Kavaliershaus beherbergt wurden, sei insbesondere der Walzerkönig Johann Strauß erwähnt, der hier anlässlich der Erlangung seiner sachsen-coburg-gothaischen Staatsbürgerschaft im Jahre 1886 wohnte. 1850 und 1876 nahm der bedeutende Maler und indonesische Prinz Raden Saleh für längere Zeit hier seinen Wohnsitz. 1859 der Maler Louis Gurlitt, u. a. Urgroßvater des bekannten Kunstsammlers Cornelius Gurlitt.
Zwischen 1883 und 1910 bewohnten fast ausschließlich Staatsangestellte wie der Oberhoffourier Gottfried Adrian und der Hauptmann und Flügeladjutant Kuno von Wangenheim das Gebäude. Ab 1911 überließ Herzog Carl Eduard dem Cousin seiner Gemahlin, dem Generalmajor Prinz Albert von Schleswig-Holstein-Sonderburg-Augustenburg, das Palais nebst zugehörigem Park und der „bisher vom Oberfourier innegehabten Wohnung im Cavalierhaus von nun ab bis auf Weiteres zur Benutzung“.
Nach dem Ende des Ersten Weltkrieges und der damit verbundenen Abdankung des Gothaer Herzogs gelangte das Ensemble in den Besitz des Landes Thüringen. Das Kavaliershaus baute man 1919 zu Wohnungen für Beamte und Handwerker um. Die Umbauten betrafen allerdings fast nur eingezogene Zwischenwände und das Zusetzen der Enfilade. Durch die gerichtliche Anfechtung der Fürstenabfindung wurde Carl Eduard von Sachsen-Coburg und Gotha seit 1926 wieder Besitzer des Kavaliershauses und des Palais und stellte 1933 die Bauten der SS zur freien Benutzung zur Verfügung.
Nach 1945 kam das Ensemble in den Besitz der Stadt Gotha, das Kavaliershaus wurde vorerst zu Wohnzwecken genutzt und fungierte seit 1958 als Jugendherberge. Zusammen mit dem Prinzenpalais wurde es nach dem Denkmalpflegegesetz (DPflG) vom 19. Juni 1975 unter Denkmalschutz gestellt und mit einer entsprechenden Plakette gekennzeichnet. Später erweiterte die Stadt die Jugendherberge mit einem Neubau, in dem die Heizungsanlage untergebracht wurde, nach Osten.

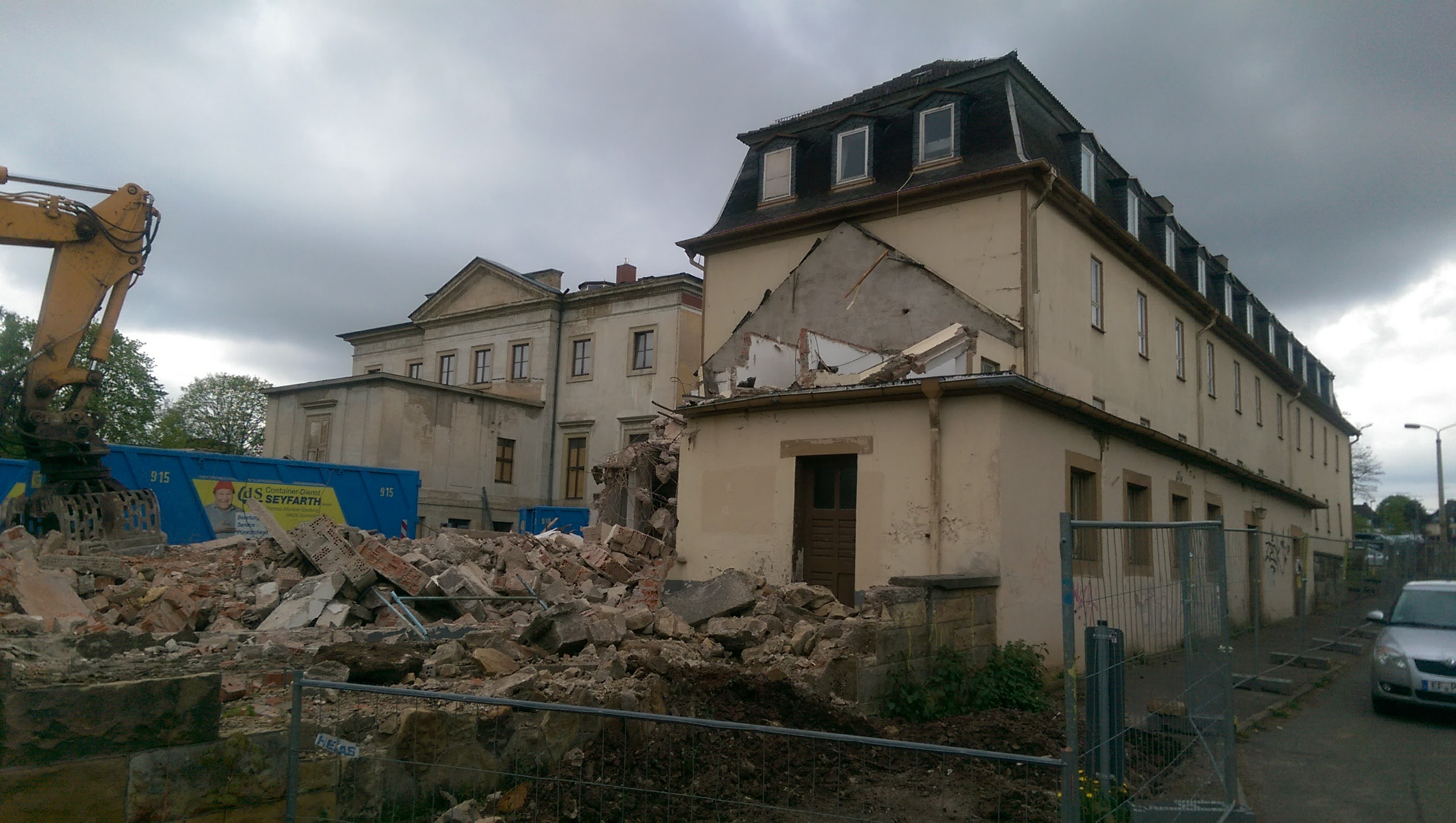
Abbruchbeginn am Kavaliershaus im Mai 2017

1999 wurde die Heizungsanlage durch den Einbau moderner Gaskessel erneuert. Ein Jahr später wurden Palais und Kavaliershaus zum Zwecke einer gewinnbringenden Vermarktung freigelenkt und mit Hinweis auf seine Denkmaleigenschaft zum Verkauf angeboten. Im September 2014 gab der Geschäftsführer eines Thüringer Tochterunternehmens der Arbeiterwohlfahrt bekannt, das über 5800 m² große Grundstück erwerben und mit über 20 Seniorenwohnungen bebauen zu wollen, wobei das Kavaliershaus „nicht vollständig erhalten bleiben“ könne. Daraufhin äußerte sich der Thüringer Landeskonservator Holger Reinhardt im Oktober 2014, dass das Kavaliershaus „wegen nicht ausreichender denkmalkonstituierender Eigenschaften nicht als Einzeldenkmal in die Denkmalliste eingetragen wurde“. Dieser Einschätzung wurde durch Fachleute unter Hinweis auf seine typologische Einzigartigkeit, die vollständig erhaltene Bausubstanz und die Bedeutung seiner Bewohner widersprochen. So stellte der 2007 beauftragte Bauhistoriker Udo Hopf 2014 nochmals fest, „Der Fachwerkbau des Kavaliershauses ist ohne Schwammbefall und weist keine statischen Schäden auf. Fassaden und die Raumstruktur entsprechen immer noch den Appartements der ehemals hochrangigen Gäste der Bauzeit um 1790“. Der Denkmalbeirat der Stadt Gotha lehnte den Abriss des Kavaliershauses ab. Und der Direktor des Schlossmuseums Friedenstein, Bernd Schäfer, äußerte sich am 11. Dezember 2014: „Es wäre ein Frevel, das Kavaliershaus schnell abzureißen“.
Obgleich der Stadt Gotha für das bis zum 18. Dezember zum Verkauf ausgeschriebene Objekt auch ein mit Planung und Finanzierung untersetztes Kaufangebot eines Unternehmens, das das Kavaliershaus erhalten und sanieren wollte, vorlag, entschied sich der Stadtrat am 17. Dezember 2014 für den Verkauf an die AWO und somit für deren Abbruch- und Neubaukonzept. Auch ein offener Brief an den Gothaer Oberbürgermeister Knut Kreuch, in dem der Vorsitzende des Verband Deutscher Kunsthistoriker, Kilian Heck, auf die große historische Bedeutung des Gebäudes hinwies, konnten das Gebäude nicht mehr retten. Im Mai 2017 wurde das Kulturdenkmal abgebrochen.